# Frank Odberg
Frank Olof Odberg (Gante, 1 de marzo de 1879-1917) fue un deportista belga que compitió en remo.
Participó en los Juegos Olímpicos de París 1900, obteniendo una medalla de plata en la prueba de ocho con timonel. Ganó dos medallas de oro en el Campeonato Europeo de Remo, en los años 1898 y 1900.

## Palmarés internacional
| Juegos Olímpicos   | Juegos Olímpicos | Juegos Olímpicos | Juegos Olímpicos |
| Año                | Lugar            | Medalla          | Prueba           |
| ------------------ | ---------------- | ---------------- | ---------------- |
| 1900               | París (Francia)  | Medalla de plata | Ocho con timonel |
| Campeonato Europeo |                  |                  |                  |
| Año                | Lugar            | Medalla          | Prueba           |
| 1898               | Turín (Italia)   | Medalla de oro   | Ocho con timonel |
| 1900               | París (Francia)  | Medalla de oro   | Ocho con timonel |